# Mark Jamieson
Mark Jamieson (Dandenong, 4 mei 1984) is een Australisch wielrenner. Jamieson is vooral op de baan succesvol. In 2006 werd hij wereldkampioen in de ploegenachtervolging, samen met Peter Dawson, Matthew Goss en Stephen Wooldridge. In 2005 en 2008 haalde hij brons in die discipline.

## Overwinningen
2003
- Australisch kampioen achtervolging
- Launceston to Ross Classic
- Sydney, achtervolging

2005
- Australisch kampioen achtervolging
- Australisch kampioen ploegenachtervolging
- Moskou, ploegenachtervolging

2006
- Australisch kampioen achtervolging
- Australisch kampioen ploegenachtervolging
- Wereldkampioen ploegenachtervolging

2007
- 7e en 9e etappe Tour of the Murray River
- Oceanisch kampioen ploegenachtervolging

2008
- Los Angeles, ploegenachtervolging
- Australisch kampioen achtervolging
- Melbourne, ploegenachtervolging

2009
- Beijing, ploegenachtervolging

## Ploegen
- 2006-SouthAustralia.com-AIS (vanaf 01/04 tot 31-03)
- 2007-SouthAustralia.com-AIS
- 2007-Toshiba Australia (vanaf 01/04)
- 2008-SouthAustralia.com-AIS
- 2009-Team Toshiba (vanaf 01/04 tot 31/03)
- 2009-Cinelli-Down Under

Bates · J.Clarke · S.Clarke · Dawson · Dempster · Finning · M.Ford · W.Ford · Higgerson · Jamieson · Lewis · McConnell · Meyer · Norris · Olman · Sanderson · Sulzberger · Walker · Wooldridge
Bobridge · Clarke · Dempster · M.Ford · W.Ford · Jamieson · Josefski · B.King · M.King · C.Meyer · T.Meyer · Semple · Sulzberger · Walker
Baugnies · D'Amelio · De Weerdt · Fitzgerald · Furmston · Green · Hutchings · Jamieson · Mitchell · Nankervis · Roesems · Ronsse · Snape · Vandenbroucke · Walker · Wolfenbarger